# 周防村
周防村（すおうそん）は、山口県熊毛郡にあった村。現在の光市大字小周防・立野にあたる。

## 地理
- 河川：島田川

## 歴史
- 1889年（明治22年）4月1日 - 町村制の施行により、小周防村・立野村の区域をもって発足。
- 1955年（昭和30年）7月1日 - 光市に編入。同日周防村廃止。

## 村長
- 三輪伝七（1895年1月 - 1896年10月）

## 交通

### 鉄道路線
村域を日本国有鉄道の山陽本線が通過したが、駅は所在しなかった。

### 道路
現在は旧村域を山陽自動車道が通過するが、当時は未開通。